# Max-Albert Decrouez
Max-Albert Decrouez, ou Max Decrouez, né à Vieux-Condé le 9 mars 1878 et mort à Parthenay le 23 décembre 1943, est un peintre paysagiste et portraitiste français.

## Biographie
Fils d’Alfred Decrouez, cultivateur, bijoutier, horloger de Vieux-Condé, et de Marguerite Jenny Burkhard, native de la Chaud-de-Fonds en Suisse, Max Albert Decrouez fut l’élève de Léon Bonnat, professeur à l’école des Beaux-Arts de Paris. Il expose au Salon des artistes français dès 1911. 
Il devient ensuite professeur à l'École des beaux-arts de Valenciennes.
Il se marie à Valenciennes en 1920 avec Antoinette Marthe Catherine Brignoli (1890-1984), professeure de musique.
En 1940, Max Decrouez arrive à Parthenay en tant que réfugié où il est hebergé . Il y mourra trois ans plus tard.

## Œuvres
- Mademoiselle Claron (1923), Portrait d’homme à la cigarette, Portrait de femme accoudée à une table et Portrait d'Emmanuel de Croÿ (1923) (copie de l'original de Gustave Housez abîmé par un incendie) : tableaux situés au premier étage de l’Hôtel de Ville de Condé-sur-l'Escaut.
- La Vieille Catherine (1937), au musée des Beaux-Arts de Valenciennes.